# Cyathea squamipes
Cyathea squamipes là một loài thực vật có mạch trong họ Cyatheaceae. Loài này được H. Karst. mô tả khoa học đầu tiên năm 1861.